# بدون مرز (آلبوم موسیقی)
بدون مرز دومین آلبوم موسیقی الکساندر ریباک، هنرمند بلاروسی-نروژی است که در ۱۴ ژوئن ۲۰۱۰ منتشر شد.

## توضیحات
این آلبوم در استودیوی یلا(Yla) واقع در شهر مالمو ضبط شده‌است. الکساندر سه فطعه «اوه آ»، «چرا من نه؟» و «بوسه اول» را به همکاران خود تقدیم کرده‌است. او همچنین قطعه ای با نام «سوومی(Suomi)» برای احترام به کشور فنلاند در این آلبوم اجرا کرده‌است. قطعه «۵۰۰۰ نامه» انعکاسی از نامه‌هایی است که ریباک از طرفداران خود دریافت کرده‌است و قطعه «نامه کاجا» یک نامه صوتی از یک دختر بچه خردسال نروژی به نام کاجا می‌باشد که الکساندر آن را به صورت ویژه و جداگانه در این آلبوم قرار داده‌است.

## استقبال انتقادی
این آلبوم با انتقادات مختلفی روبرو شد. یک منتقد موسیقی اهل اسلواکی بعد از بررسی، آلبوم را به‌طور کلی مثبت ارزیابی کرد، اما خاطر نشان کرد که هرج و مرجی که ریباک را احاطه کرده‌است می‌تواند مانع اجرای آلبوم شود.وی جی(VG) به این آلبوم نمره ۳(از ۶) را اختصاص داد و اظهار داشت که: «اگرچه به نمایش گذاشتن کیفیت‌های جامد در ژانرهای مختلف ممکن است جالب باشد، اما گوش دادن به آنها همیشه سرگرم‌کننده نیست». یورو ویژنری(Eurovisionary) اظهار داشت که به نظر می‌رسد ریباک از موفقیت تجاری آلبوم قبلی خود رنج می‌برد چرا که این آلبوم «یک کار کثیف» است. یک منتقد هلندی بیان کرد که ریباک با پخش موسیقی خود در چندین آلبوم می‌توانست بهتر عمل کند.با این وجود ریباک قبلاً بیان کرده بود که مطمئن است به دلیل ماهیت کراس اوور آلبوم، پس از انتشار توسط منتقدان موسیقی به چالش کشیده خواهد شد.
منتقدان به‌طور کلی «جرات دارم بگویم» و «چرا من نه؟» را به عنوان بهترین قطعات این آلبوم معرفی کردند.

## اتهامات سرقت ادبی
ریانووستی الکساندر را به سرقت ادبی از موسیقی کنستانتین ملادزه (که قبلاً در ترانه وال کراسیوا سگودنیا توسط والری ملادزه در یوتیوب استفاده شده بود) در آهنگ «۵۰۰۰ نامه» متهم کرد. اما برخی منابع دیگر، همان‌طور که ریانووستی می‌گوید، قبلاً نشان داده‌اند که موسیقی توسط الکساندر ریباک نوشته نشده‌است و هیچ دزدی ادبی وجود نداشته‌است.

## استقبال
بدون مرز با جایگاه ۱۸ وارد جدول آلبوم‌های نروژی شد، و هفته بعد از آن به جایگاه شماره ۱۱ رسید. این آلبوم در ۲۵ ژوئن ۲۰۱۰ با شماره ۸ وارد جدول آلبوم‌های سوئدی شد و در هفته بعد به جایگاه ۴۷ سقوط کرد. در فنلاند این آلبوم با شماره ۳۲ وارد جدول شد و در هفته بعد به جایگاه ۴۸ سقوط کرد.
| نمودار (۲۰۱۰)           | جایگاه اوج |
| ----------------------- | ---------- |
| نمودار آلبوم‌های فنلاندی | ۳۲         |
| نمودار آلبوم‌های نروژی   | ۷          |
| نمودار آلبوم‌های سوئدی   | ۸          |
| نمودار آلبوم‌های لهستانی | ۱۲         |

## قطعه آسمان اروپا
آسمان اروپا پس از انتشار به موفق‌ترین قطعه آلبوم تبدیل شد. این قطعه معمولاً در کنار «کوتیک» و «قصه پریان» جز موفق‌ترین آهنگ‌های ریباک به‌شمار می‌رود، با این وجود این قطعه هرگز به یک تک آهنگ رسمی تبدیل نشد. ریباک «آسمان اروپا» را در مسابقه آواز نوجوانان یوروویژن ۲۰۱۰ اجرا کرد و قرار بود این ترانه را در مسابقه آواز یوروویژن ۲۰۱۰ نیز اجرا کند.
ریباک اواخر سال ۲۰۱۰ موزیک ویدیویی را برای «آسمان اروپا» در کریمه ضبط کرد. ویدئوی وی به سرعت به یک موفقیت اینترنتی دست پیدا کرد و به پربیننده‌ترین ویدیوی رسمی ریباک تا قبل از  انتشار «کوتیک» در سال ۲۰۱۵ تبدیل شد. تا جولای سال ۲۰۲۰، این ویدئو بیش از ۴۶ میلیون بازدید داشته و هنوز هم دومین موزیک ویدیو پربیننده ریباک است.همچنین نسخه روسی آن نیز بیش از ۱۵ میلیون بازدید داشته‌است.
در سال ۲۰۱۱ او آهنگ آسمان اروپا را به زبان بلاروسی با نام «Небасхіл Еўропы» برای «بودزما! توزین» در آلبوم تلفیقی «Perazagruzka-2» خواند. تاچیانا زامیروسکاجا(Taciana Zamiroŭskaja) ، منتقد موسیقی در نقد و بررسی خود برای مجله «Большой» نتیجه‌گیری کرد که برخلاف زبان روسی ،ریباک در زبان بلاروسی بسیار طبیعی آواز می‌خواند. ریباک و فیلاتویچ(Filatovych) در سال ۲۰۱۲ دوباره به کریمه بازگشتند تا ویدئوی اصلی را که در سال ۲۰۱۰ فیلمبرداری شده بود، دوباره بسازند، اما با تصویرهای جدیدی که این بار ریباک به بلاروسی می‌خواند. این ویدیو تقریباً ۳ میلیون بازدید داشت.

## فهرست آهنگ‌ها
| شماره      | نام                            | نویسنده(ها)                  | مدت   |
| ---------- | ------------------------------ | ---------------------------- | ----- |
| ۱.         | «First Kiss(اولین بوسه)»       | Rybak Wærnes                 | ۳:۰۳  |
| ۲.         | «Europe's Skies(آسمان اروپا)»  | Rybak Wærnes                 | ۳:۴۴  |
| ۳.         | «I'm in Love(من عاشق هستم)»    | Carli                        | ۳:۵۷  |
| ۴.         | «Oah(اوه آ)»                   | Rybak Eriksen Dankel Jenssen | ۴:۱۹  |
| ۵.         | «Kaja's Letter(نامه کاجا)»     | Høveld                       | ۰:۳۹  |
| ۶.         | «5000 Letters (پنج هزار نامه)» | Meladze Rybak                | ۴:۳۱  |
| ۷.         | «Dare I Say(من جرات دارم)»     | Rybak                        | ۴:۳۱  |
| ۸.         | «(Suomi (Finland(سوومی)»       | Rybak Wærnes                 | ۳:۵۸  |
| ۹.         | «?Why Not Me(چرا من نه؟)»      | Rybak                        | ۳:۵۰  |
| ۱۰.        | «Barndance(رقص انبار)»         | Rybak                        | ۳:۲۱  |
| ۱۱.        | «Disney Girls(دختران دیزنی)»   | Johnston                     | ۴:۱۴  |
| مجموع مدت: | مجموع مدت:                     | مجموع مدت:                   | ۴۰:۰۷ |